# Judy Young
Judy Sharn Young (antes de casada Rubin), Washington, D. C,(15 de septiembre de 1952-23 de mayo de 2014) fue una física, astrónoma y educadora estadounidense. En 1986 fue galardonada por la American Physical Society, con el primer premio Maria Goeppert-Mayer por ser la mejor joven física de su época. El astrónomo Nick Scoville, escribió sobre uno de sus estudios destacando que era «una pionera galáctica en la investigación de estructuras».

## Carrera
Young recibió su licenciatura en Astronomía de la Universidad de Harvard y se graduó con honores. Recibió su título y postdoctorado en física de la Universidad de Minnesota.
Young comenzó una beca postdoctoral en la UMass en 1979, colaborando con Nick Z. Scoville en un estudio en el cual querían medir el contenido de gas frío y monóxido de carbono de las galaxias. La pareja hizo el descubrió que la distribución de luz y gas es proporcional en las galaxias.  La Sociedad Astronómica Estadounidense le otorgó el Premio Annie J. Cannon por este trabajo en 1982. 
Young se convirtió en profesora asistente en la Universidad de Massachusetts Amherst en 1985. En 1989 Young fue ascendida a profesora asociada con permanencia y se convirtió en profesora titular en 1993. Publicó más de 130 artículos, fue mentora de 5 alumnos de postgrado y supervisó 15 proyectos de investigación de pregrado. 
Young es quizás más conocida por su proyecto Sunwheel. El objetivo de Young para este proyecto era llevar la astronomía a la tierra y a un terreno baldío detrás del estadio de fútbol en el campus de UMass-Amherst.  Además de su trabajo académico, Young se ofreció como voluntaria en el campus de la UMass y en su comunidad local. 

## Vida personal
Young nació en Washington D. C.. Fue hija de la astrónoma Vera Rubin y el biofísico matemático Robert Joshua Rubin. 
Estuvo casada con Michael Young de 1975 a 1990 y tuvo una hija, Laura. 
Judith Young murió por complicaciones derivadas del mieloma múltiple, una enfermedad con la que vivió durante 8 años.